# Кухала, Нуреддин
Нуреддин Кухала (1910 — 1965) — сирийский государственный деятель, председатель Исполнительного совета Северной территории Объединённой Арабской Республики (премьер-министр Сирии) (1958—1960).

## Биография
Получил инженерную подготовку в Соединенных Штатах. До создания Объединённой Арабской Республики занимал обычную государственную должность. В 1945 году представлял Сирию на Сан-Францисской конференции.
- 1958—1960 гг. — председатель Исполнительного Совета Северной Территории Объединённой Арабской Республики,
- 1960—1961 гг. — вице-президент Объединенной Арабской Республики, министр планирования.